# Qaradağlı
Qaradağlı är en ort i Azerbajdzjan.   Den ligger i distriktet Goranboj, i den centrala delen av landet, 280 km väster om huvudstaden Baku. Qaradağlı ligger 342 meter över havet och antalet invånare är 2 928.
Terrängen runt Qaradağlı är platt åt nordost, men åt sydväst är den kuperad. Runt Qaradağlı är det ganska tätbefolkat, med 70 invånare per kvadratkilometer.. Närmaste större samhälle är Ganja, 16,3 km väster om Qaradağlı.
Trakten runt Qaradağlı består till största delen av jordbruksmark.